# Södra Asplången
Södra Asplången är en sjö i Askersunds kommun i Närke och ingår i Motala ströms huvudavrinningsområde. Sjön har en area på 1,07 kvadratkilometer och ligger 116,1 meter över havet. Sjön avvattnas av vattendraget Aspaån. Vid provfiske har bland annat abborre, gers, gädda och löja fångats i sjön.

## Delavrinningsområde
Södra Asplången ingår i det delavrinningsområde (651514-143868) som SMHI kallar för Utloppet av Södra Asplången. Medelhöjden är 149 meter över havet och ytan är 9,63 kvadratkilometer. Räknas de 3 avrinningsområdena uppströms in blir den ackumulerade arean 19,35 kvadratkilometer. Aspaån som avvattnar avrinningsområdet har biflödesordning 3, vilket innebär att vattnet flödar genom totalt 3 vattendrag innan det når havet efter 159 kilometer. Avrinningsområdet består mestadels av skog (80 procent). Avrinningsområdet har 1,07 kvadratkilometer vattenytor vilket ger det en sjöprocent på 11,1 procent.

## Fisk
Vid provfiske har följande fisk fångats i sjön:
- Abborre
- Gärs
- Gädda
- Löja
- Mört
- Sarv